# Kaulon
Kaulon is een bestuurslaag in het regentschap Blitar van de provincie Oost-Java, Indonesië. Kaulon telt 1897 inwoners (volkstelling 2010).